# Хањиговце
Хањиговце (слч. Hanigovce) насељено је мјесто са административним статусом сеоске општине (слч. obec) у округу Сабинов, у Прешовском крају, Словачка Република.

## Становништво
| Година:    | 1994. | 2004.    | 2014.   | 2024.   |
| ---------- | ----- | -------- | ------- | ------- |
| Број људи: | 173   | 130      | 133     | 126     |
| Разлика:   |       | -24,85 % | +2,30 % | -5,26 % |

| Година:    | 2023. | 2024.   |
| ---------- | ----- | ------- |
| Број људи: | 127   | 126     |
| Разлика:   |       | -0,78 % |

Према подацима о броју становника из 2011. године насеље је имало 133 становника.